# Wartbergschule Grund- und Werkrealschule Heilbronn
Die Wartbergschule Grund- und Werkrealschule Heilbronn ist eine Grund- und Werkrealschule in Heilbronn. Die Schule wurde nach dem Wartberg in Heilbronn benannt und liegt in der Stielerstraße 20. Das Gebäude wurde von Heinrich Röhm entworfen und am 1. September 1959 eingeweiht. Schulträger ist die Stadt Heilbronn. Die Schule war bis in die 1970er Jahre noch eine Vorzeigeschule in Sachen Berufsorientierung, verkam dann aber zur Brennpunktschule, deren Problemen man mit separaten Förderklassen, einem Kulturprogramm und diversen baulichen und sozialen Maßnahmen begegnete. Seit 2000/01 ist die Schule eine Ganztagesschule. 2013 wurden 450 Schüler von 38 Lehrern unterrichtet.

## Geschichte
Die Schule geht auf die einstige Karlsschule zurück, die 1846/47 als Volksschule im aufgestockten Rektoratsgebäude des Karlsgymnasiums eingerichtet worden war, ihr Schulgebäude dann aber beim Luftangriff vom 4. Dezember 1944 verloren hatte. Im Oktober 1945 begann der Unterricht wieder in Räumen der Heilbronner Hauptpost an der Allee, wo 1947 in einem Schichtsystem über 800 Schüler in 20 Klassen unterrichtet wurden. 1949 wechselte die Schule größtenteils in Räume der Dammschule, wo für 12 Klassen mit 550 Schülern neun Räume zur Verfügung standen. Die meisten Klassen wechselten 1952 dann in Räume des Robert-Mayer-Gymnasiums, während einige Schüler auch in der Pestalozzischule, in der Landwirtschaftsschule und im Gebäude des städtischen Obstguts in der Kübelstraße unterrichtet wurden. 1956 plante das städtische Hochbauamt für die Schule einen Neubau im Osten der Stadt, der 1957 vom Gemeinderat bewilligt und 1958/59 erbaut wurde. Nach der Silcherschule und der Albrecht-Dürer-Schule war es der dritte Volksschul-Neubau der Stadt nach dem Zweiten Weltkrieg. Der erste Schulleiter der nun Wartbergschule genannten Schule war Wilhelm Kuhnle, der schon seit 1939 die Karlsschule geleitet hatte, aber bereits im Januar 1960 bei einem Autounfall starb. Sein Nachfolger wurde Erich Obermüller, der zuvor Konrektor der Rosenauschule gewesen war. 1962 wurde die Turnhalle der Schule eingeweiht. Ab 1970 absolvierten Schüler der Wartbergschule Betriebspraktika, später kamen fächerübergreifende Arbeitslehreprojekte hinzu. 1978 erhielt die Schule neue Fachräume. Die Schule galt als Vorzeigeschule und als Vorreiter in der schulischen Berufsorientierung.
1981 folgte auf den in den Ruhestand getretenen Rektor Obermüller als Schulleiter Manfred Keller. Während seiner Amtszeit stieg der Anteil der Schüler mit Migrationshintergrund auf etwa 70 % sowie der Anteil der Schüler aus zerrütteten Familien. Das Einzugsgebiet der Schule umfasst für die Grundschüler die Gebiete Nordstadt und Unterer Wartberg, für die Hauptschüler zusätzlich das Wohnquartier im Industriegebiet, das so genannte Hawaii, mit einer hohen Ausländer-, Arbeitslosen- und Obdachlosenquote. Ergänzende Vorbereitungsklassen zum für den Besuch der regulären Klassen notwendigen Spracherwerb wurden eingerichtet. Der Unterrichtsbetrieb der gesamten Schule war durch Schüler aus ungünstigen sozialen Strukturen massiv beeinträchtigt. Auch die Raumnot behinderte den Unterricht.
Rektor Keller nahm 1991 das Angebot an, in Stuttgart eine private evangelische Grundschule aufzubauen.
Sein Nachfolger wurde 1992 Hans-Georg Werner, der seit 1979 Konrektor der Schule war. In seine Amtszeit fiel 1996 die Gründung des Fördervereins Wartbergschule Heilbronn. Die Schulsozialarbeiter konnten eigene Räume in der ehemaligen Hausmeisterwohnung beziehen. In Zusammenarbeit mit der Johann-Jakob-Widmann-Schule wurde durch Schüler ein Begegnungspavillon errichtet. Herr Werner setzte sich für den Bau eines Holzsteges über die Bahngleise ein, der den Schulweg zur Turnhalle im Industriegebiet sicherer und kürzer machte. 2001 wurde der Holzsteg realisiert. Bevor Herr Werner 1999 in den Ruhestand ging, wurde um der großen Raumnot zu begegnen, ein zweistöckiger Anbau errichtet, der eine individuelle Gestaltung des Schullebens ermöglichte.
Ab 1999 war Ludwig Müller Leiter der Schule. Ihm gelangen die baulichen, sozialen und kulturellen Veränderungen, mit denen die Schule wieder eine positive Entwicklung nahm. Ab dem Schuljahr 1999/2000 begegnete man Störern unter den Schülern mit fächerübergreifenden Sonderklassen (PRO-Klassen) in einer räumlich getrennten Außenstelle in der Stielerstraße. Eine solche PRO-Klasse der Wartbergschule war auch Anlaufstelle für Katharina Saalfrank beim (gescheiterten) Versuch der Unterbringung einer schulunwilligen 15-Jährigen im Rahmen der TV-Serie Die Super Nanny. Auch die Sozialarbeit der Schule wurde aufgewertet, indem für sie ein eigenes externes Büro außerhalb des Schulgeländes geschaffen wurde. Im Schuljahr 2000/01 wurde die Schule zur Ganztagsschule umgewandelt. Seit dem Jahr 2001 gibt es ein Sozialtraining für Schüler der ersten und zweiten Klassen, das durch viele soziale Angebote auch für ältere Schüler ergänzt wird.
Nachdem die Heilbronner Nordstadt 2002 in das Bund-Länder-Förderprogramm „Soziale Stadt“ aufgenommen worden war, erfolgte ab 2004 eine Umgestaltung des Schulgeländes zum „Traumschulhof“ mit Bewegungsangeboten und Ruhezonen. 2009 wurde eine neue zweistöckige Turnhalle eingeweiht, die die alte Turnhalle ersetzt hat.
Die Schule versucht, den sozialen Problemen ihrer Schüler auch mit einem hochkarätigen Kulturprogramm zu begegnen. An der Schule gastierten bereits Lisa Fitz, Arabella Steinbacher, Daniel Müller-Schott und andere. Außerdem wurde eine Zusammenarbeit mit regionalen Künstlern begonnen.
Schulleiter Müller, der sich um die Modernisierung der Schule und die Verbesserung der sozialen Verhältnisse große Verdienste erworben hat, trat 2011 in den Ruhestand. Seit 2012 leitet Bärbel Hetzinger die Wartbergschule.

## Beschreibung

### Schulgebäude
Die Wartbergschule wurde von Heinrich Röhm entworfen und am 1. September 1959 eingeweiht. Die Schule ist zweiteilig, die erste Anlage wird für die Unter- und die zweite Anlage für die Oberstufe genutzt. Beide Anlagen besitzen Pausenhöfe. Der zweiteilige Hauptbau von 1959 hat flache Satteldächer. Als oberer Abschluss der Fenster dienen Aluminiumlamellen. Die Wartbergschule verfügt über eine Teestube, ein Bistro, eine Spielebene, einen MuFu (Multifunktionsraum) und über ein eigenes Internet-Café.
Die Schulgebäude weisen Wandmalereien und Reliefs von Peter Jakob Schober und Gottfried Gruner auf. Schober, der von 1954 bis 1964 erster Vorsitzender der Stuttgarter Sezession und später Ehrenmitglied des Künstlerbundes Stuttgart war, gestaltete Mosaiken und die Wandmalereien in Silikatfarbe sowohl in den Fluren als auch in der Eingangshalle. An die in kräftigem Ultramarin-Blau gehaltene Wand in der Eingangshalle sind verschiedene Motive angebracht worden. Diese Motive bestehen zum Teil aus goldenen Mosaiksteinen und sollen Wassertiere symbolisieren. Sie wurden in einer spielerischen Streuung, die in den 1950er Jahren in Heilbronn sehr häufig vorkam, auf die Wand appliziert. Grubers Plastiken in der Wartbergschule wurden von Schober in Silikatfarbe bemalt und von der Keramikerin Maria Fitzen-Wohnsiedler mit Schmuckstücken aus Keramik angereichert. Fitzen-Wohnsiedler, Mitglied im Künstlerbund und in der Künstlergilde zu Heilbronn, schuf auch die Brunnenanlage in der Eingangshalle.

### Turnhalle
Eine Besonderheit der Schule ist die zweistöckige Turnhalle, die 2009 nach Entwürfen der Architekten Ackermann & Raff fertiggestellt wurde. Aus Platzgründen entschloss man sich für eine doppelstöckige Variante, um gleichzeitig die Nutzfläche zu erhöhen und nicht auf den Sportplatz verzichten zu müssen. Die Turnhalle ruht auf einem roten Sockelgeschoss, über dem der asymmetrisch befensterte und mit Platten verkleidete Hauptkubus nach allen Seiten weit vorkragt. Der städtische Bau- und Umwelt-Ausschuss urteilte über den Entwurf: „Durch eine Schichtung des Baukörpers, die Anordnung der niedrigeren Nebenraumspangen gegenüber der Wohnbebauung und dem zurückspringenden Hallenbau ergibt sich eine wohltuende Maßstäblichkeit sowohl zur Stieler-, Rauchstraße als auch zum bestehenden Gebäude.“

### Traumschulhof
Mit Fördermitteln in Höhe von 150.000 Euro aus dem Bund-Länder-Programm „Stadtteile mit besonderem Entwicklungsbedarf – Die Soziale Stadt“ konnte ab 2004 der „Traumschulhof“ an der Wartbergschule realisiert werden, der größtenteils nach den Wünschen der Schüler entstand. An der Ausführung waren das Öhringer Bauunternehmen Schneider, das städtische Grünflächenamt mit dem leitenden Steinmetzen Ralph Krämer und der Künstler Florian Aigner beteiligt. Nach Aigners Entwürfen entstand das Baumhaus, das von einem Amphitheater, einem aus Sandstein aufgeschichteten Burgberg, einem Weidenlabyrinth, einem Wasserbereich, Pflanzbeeten und verschiedenen Bewegungsangeboten ergänzt wird. Seit 2007 dient ein alter Bauwagen als Imbissstand auf dem Schulhofgelände. 2009 wurde außerdem eine Skulpturengruppe des Bildhauers Michael Hieronymus aufgestellt.

## Bekannte Schüler
- Richard Drautz (1953–2014), Weinbaumeister und Staatssekretär im Wirtschaftsministerium des Landes Baden-Württemberg
- Thomas Strobl (* 1960), Politiker, stellvertretenden Fraktionsvorsitzenden der CDU/CSU-Bundestagsfraktion